# St. Josef (Lüsche)

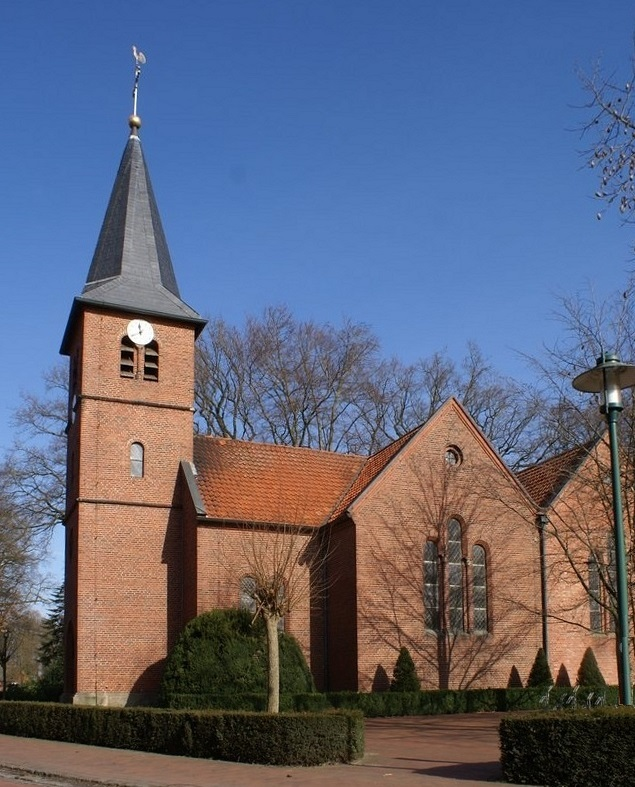
Lüsche, St. Josef

Die römisch-katholische Kirche St. Josef in Lüsche, Landkreis Vechta, wurde 1864/65 nach Plänen des Osnabrücker Dombaumeisters Johann Bernhard Hensen erbaut. Seit 2008 gehört sie zur Pfarrei St. Johannes Baptist in Bakum.

## Geschichte
Lüsche gehörte im Mittelalter zum Kirchspiel Vestrup im Niederstift Münster. Nach den Reformationswirren wurde im Niederstift die katholische Kirche wiederhergestellt. 1588 gab es in Lüsche eine Marienkapelle. Von ihr war 1712 nur noch eine Ruine vorhanden.

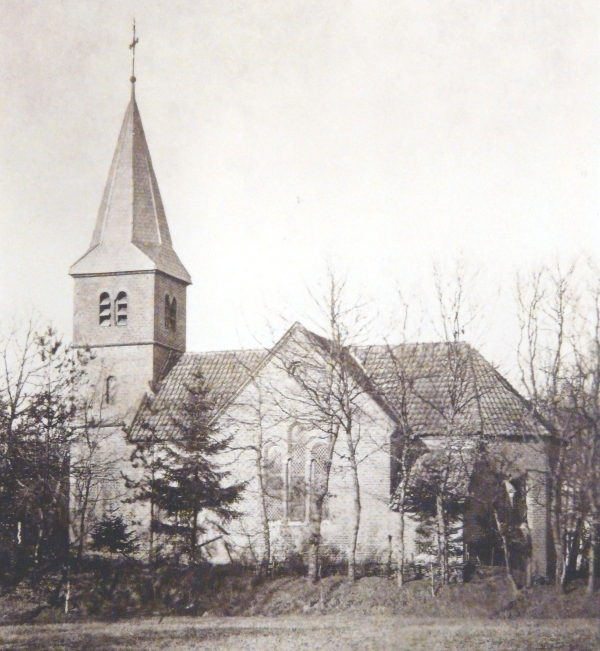
St. Josef 1878

Die heutige Filialkirche mit dem Patrozinium des heiligen Josef wurde 1865 geweiht. 1934 wurde die Kirche nach Osten erweitert, dabei erhielt das originale Querhaus einen Zwilling. Der Chorschluss mit Sakristeianbau stammt aus den 1960er Jahren.
Von den knapp 5.000 Gemeindemitgliedern der Pfarrei St. Johannes Baptist gehören 814 Katholiken zum Kirchort Lüsche (Stand 2016).

## Bauwerk
Der geosteten Backstein-Wandpfeilerkirche in schlichten neuromanischen Formen mit (heute) doppeltem Querhaus ist im Westen ein quadratischer Glockenturm mit Spitzhelm vorgesetzt. Im Innenraum ist die Architekturgliederung durch dezente Farbgebung markiert. Große Teile der bauzeitlichen Ausstattung sind erhalten.